# 查拉通
查拉通（Charaton）是匈人帝国的一位君主。根据底比斯的奥林比奥道罗斯的说法，查拉通是匈人第一位国王，统治时间约为412年至419年。查拉通统治匈人的东部。其名字来源于突厥语，是“黑衣人”的意思。
412年，查拉通接待了拜占庭帝国的使者底比斯的奥林比奥道罗斯。奥林比奥道罗斯在游记中说自己跨海到达他的王国，但并没有提到是黑海还是亚得里亚海。据此可以推断出匈人的王庭位于东欧大草原的某个地方。
| 前任： 乌尔丁 | 匈人君主 412年-~419年 | 繼任： 鲁吉拉 奥克塔 |